# Бубал хартбист
Бубал хартбист (лат. Alcelaphus buselaphus buselaphus, енгл. Bubal hartebeest) је изумрла подврста хартбиста, врсте сисара из породице шупљорогих говеда (Bovidae).

## Распрострањење
Ареал подврсте је био ограничен на једну државу, Алжир. Пре тога, била је раширена у северној Африци.

## Угроженост
Ова подврста је изумрла, што значи да нису познати живи примерци.